# Lexington (Dél-Karolina)
Lexington település az Amerikai Egyesült Államok Dél-Karolina államában, Lexington megyében, melynek megyeszékhelye is. Lakosainak száma 23 568 fő (2020. április 1.).

## Népesség
A település népességének változása:

| 2010 | 17 870 |
| 2020 | 23 568 |